# 双刘站
双刘站是一个淮南线上的铁路车站，位于安徽省马鞍山市含山县林头镇鼓山行政村双刘村，建于1935年，目前为四等站，邮政编码为238161。目前不办理客、货运营业。